# Serra Nord de Guadalajara
Serra Nord de Guadalajara és una comarca de la província de Guadalajara a la comunitat autònoma de Castella-La Manxa. El cap comarcal és la ciutat medieval de Sigüenza.

## Poblacions
- Aguilar de Anguita
- Albendiego
- Alboreca
- Alcolea de las Peñas
- Alcolea del Pinar
- Alcorlo
- Alcuneza
- Aldeanueva de Atienza
- Algora
- Almiruete
- Alpedrete de la Sierra
- Alpedroches
- Angón
- Anguita
- Aragosa
- Arbancón
- Arroyo de Fraguas
- El Atance
- Atienza
- Bañuelos
- Barbatona
- La Barbolla
- Bocígano
- Bochones
- La Bodera
- Bujalcayado
- Bujarrabal
- Bustares
- Las Cabezadas
- Cabida
- La Cabrera
- Campillejo
- Campillo de Ranas
- Campisábalos
- Cantalojas
- Cañamares
- Carabias
- Cardeñosa
- El Cardoso de la Sierra
- Casillas de Atienza
- Cendejas de Enmedio
- Cendejas del Padrastro
- Cendejas de la Torre
- Cercadillo
- Cincovillas
- Cirueches
- Ciruelos del Pinar
- Clares
- Codes
- Cogolludo
- Colmenar de la Sierra
- Condemios de Abajo
- Condemios de Arriba
- Congostrina
- Corralejo
- Cortes de Tajuña
- Cubillas del Pinar
- Cutamilla
- El Espinar
- Esplegares
- Estriéngana
- Fraguas
- La Fuensaviñán
- Galve de Sorbe
- Garbajosa
- Gascueña de Bornova
- Guijosa
- Hiendelaencina
- Hijes
- Horna
- Hortezuela de Océn
- La Huerce
- Huérmeces del Cerro
- Imón
- Iniéstola
- Las Inviernas
- Jirueque
- Jócar
- Jodra del Pinar
- Luzaga
- Majaelrayo
- Maranchón
- Matallana
- Matas
- Matillas
- Mazarete
- Miedes de Atienza
- La Miñosa
- Mojares
- Monasterio
- Moratilla de Henares
- Morillejo
- Muriel
- Naharros
- Nava de Jadraque
- Navalporto
- Las Navas de Jadraque
- Negredo
- Olmeda de Jadraque
- Olmedillas
- El Ordial
- Oter
- Palancares
- Palazuelos
- Pálmaces de Jadraque
- Pelegrina
- Peñalba de la Sierra
- Pozancos
- Prádena de Atienza
- Querencia
- Rebollosa de Jadraque
- El Recuenco
- Renales
- Retiendas
- Riba de Santiuste
- Ribarredonda
- Rienda
- Riofrío del Llano
- Riosalido
- Robredarcas
- Robledo de Corpes
- Roblelacasa
- Robeluengo
- Romanillos de Atienza
- San Andrés del Congosto
- Santomera
- Santiuste
- Santotis
- Saúca
- Sienes
- Sigüenza
- Somolinos
- El Sotillo
- Sotodosos
- Tamajón
- La Toba
- Tordelloso
- Tordelrábano
- Torre de Valdealmendras
- Torremocha de Jadraque
- Torremocha del Campo
- La Torresaviñán
- Tortonda
- Tortuero
- Ujados
- El Vado
- Valealmendras
- Valdelcubo
- Valdepeñas de la Sierra
- Valdepinillos
- Valdesotos
- Valverde de los Arroyos
- Veguillas
- La Vereda
- Viana de Jadraque
- La Vihuela
- Villacadima
- Villacorza
- Villares de Jadraque
- Zarzuela de Galve
- Zarzuela de Jadraque